# اچ‌دی ۴۰۹۷۹
اچ‌دی ۴۰۹۷۹ یک ستاره است که در صورت فلکی ارابه‌ران قرار دارد.